# Manohar
Manohar Das (anche noto come Manohar o Manuhar, attivo dal 1582 al 1624; fl. XVI-XVII secolo) è stato un pittore indiano, esponente dello stile Mughal.

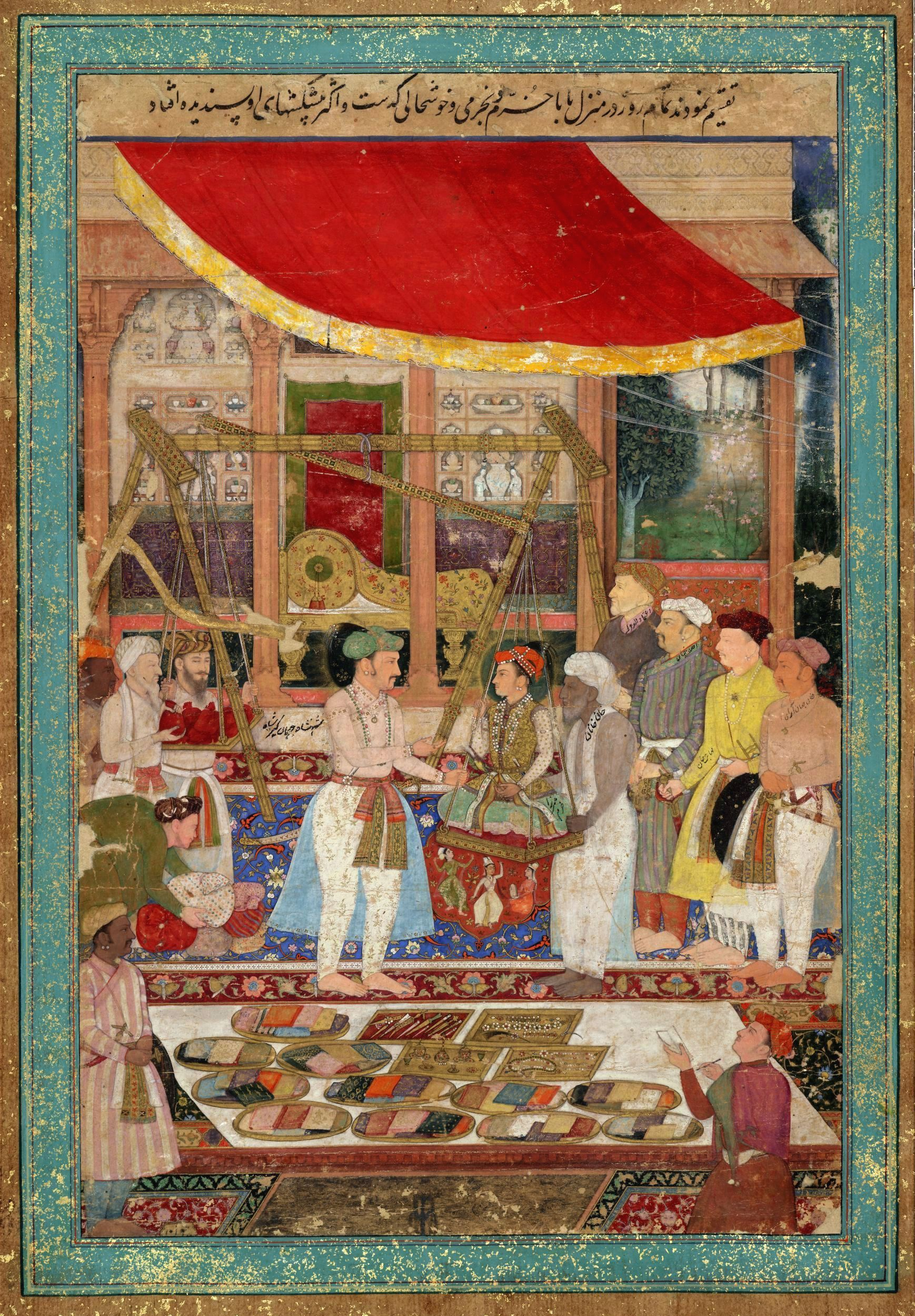
L'imperatore Jahangir pesa il principe Khurram, di Manohar Das, British Museum, 1610-1615. Sembra che ci sia un autoritratto in basso a destra.

Il padre di Manohar, Basawan era un maestro pittore della corte dell'imperatore Mughal, dove Manohar crebbe. Probabilmente suo padre lo istruì, e in seguito Manohar divenne anch'egli un pittore di corte. Le sue prime opere furono commissionate da Akbar, successivamente fu al servizio del figlio e successore di Akbar Jahangir . Le opere di Manohar rappresentano le famiglie reali e la vita a corte. Alcune delle sue opere si trovano al British Museum e al Victoria and Albert Museum.

### Ulteriori letture
- Kossak, Steven, Indian court painting, 16th-19th century], New York, The Metropolitan Museum of Art, 1997, ISBN 0870997831.   Kossak, Steven, Indian court painting, 16th-19th century], New York, The Metropolitan Museum of Art, 1997, ISBN 0870997831.   Kossak, Steven, Indian court painting, 16th-19th century], New York, The Metropolitan Museum of Art, 1997, ISBN 0870997831.
- L'album degli imperatori: immagini di Mughal India, un catalogo della mostra del Metropolitan Museum of Art (completamente disponibile online come PDF), che contiene materiale su Manohar Das